# Schistura sijuensis
Schistura sijuensis és una espècie de peix de la família dels balitòrids i de l'ordre dels cipriniformes.

## Morfologia
Els mascles poden assolir els 5,1 cm de longitud total.

## Distribució geogràfica
Es troba a la cova Siju (les muntanyes Garo, Meghalaya, l'Índia).

## Amenaces
Les seues principals amenaces són la mineria, l'explotació de pedreres i la desforestació (la qual provoca sedimentació i l'alteració del seu hàbitat).